# 原田八兵衛
原田 八兵衛（はらだ はちべえ、生没年不詳）は、幕末期の水戸藩士。父は藩政改革に功績があった原田兵介成祐。
文久3年（1863年）父が没したため、この頃には家督を継いでいたと思われる。安政元年（1854年）薩摩藩主島津斉彬に従って江戸に出府した西郷隆盛と交友を深め、その他福井藩士矢島錦助、柳河藩士池田藤左衛門、熊本藩士津田山三郎らを加えて、霊巌島の下屋敷学問所で水戸学を学んだという。また尊攘の志を持ち、たびたび西郷らと議論し、他に橋本左内とも交流を持った。